# Heinz Unger (Dirigent)
Heinz Unger, eigentlich Georg Ernst Heinrich Unger (* 14. Dezember 1895 in Berlin; † 25. Februar 1965 in Toronto) war ein deutscher Dirigent.

## Leben
Heinz Unger stammte aus einer jüdischen Familie. Sein Vater war der Rechtsanwalt Justizrat Jakob Unger (* 1855 Schildberg, Posen; † 1923 Berlin), seine Mutter Caroline „Lina“ Unger, geb. Kann (* 1863 Potsdam; † 1923 Berlin) galt als begabte Pianistin. Nach dem Besuch eines Gymnasiums in Charlottenburg studierte Unger an den Universitäten von Berlin, München und Greifswald, wo er 1917 sein Jurastudium mit dem Referendarexamen und der Promotion abschloss. Von 1916 bis 1919 studierte er in seiner Heimatstadt Musik bei Wilhelm Klatte, Theodor Schönberger (1874–1945), Eduard Mörike und Fritz Stiedry. Bei Stiedry absolvierte er einige Lektionen im Dirigieren. Er war zur Musik gewechselt, nachdem er 1915 in München Bruno Walter als Dirigenten bei einer Aufführung von Gustav Mahlers Das Lied von der Erde gesehen hatte. 
Seine ersten Erfahrungen als Dirigent konnte er in einem Berliner Amateurorchester mit Ludwig van Beethovens Sinfonie Nr. 5 sammeln. Von 1919 bis 1921 war er einer der Gastdirigenten der Berliner Philharmoniker in mehreren Mahler-Konzerten. 1921 wurde er Gründer und Dirigent des Berliner Caecilienchors. Seit 1923 war er Leiter der Gesellschaft der Musikfreunde Berlin. 1924 unternahm er auf Anraten von Artur Schnabel eine Reise in die Sowjetunion und dirigierte unter anderem Orchester in Moskau, Leningrad, Kiew und anderen Städten. Mitte der 1930er Jahre stand er für sechs Monate beim Leningrader Rundfunkorchester unter Vertrag. Er kam jedoch auch weiterhin nach Berlin, wo er unter anderem im Jahr 1932 ein Konzert in der Philharmonie dirigierte, welches Kompositionen von Robert Schumann, Gustav Mahler und Hector Berlioz darbot.
Von 1933 bis 1947 lebte Unger in Leeds/England, wo er das Northern Philharmonic Orchestra dirigierte.
Da man – wie er 1962 erläuterte –  „kein Stellung kampflos“ räumt, stellte Unger in dieser Zeit einen Antrag zur Aufnahme in das nationalsozialistische Organ der Reichsmusikkammer, wohl wissend, dass er eine Ablehnung erhalten würde. Am 15. August 1935 erhielt er von dem RMK-Präsidenten Peter Raabe die zu erwartende Ablehnung seines Antrags, da er die „erforderliche Eignung im Sinne der nationalsozialistischen  Staatsführung“ nicht besitze. „Nichtarische Künstler“ konnten nicht Mitglieder dieser Kammer sein. 1939 veröffentlichte Unger eine Autobiografie unter dem Titel  Hammer, sickle and baton: the soviet memoirs of a musician (übersetzt: Hammer, Sichel und Taktstock: die sowjetischen Memoiren eines Musikers).
Im Jahr 1948 zog er nach Kanada, wo er unter anderem beim Toronto Symphony Orchestra gastierte.
Ab 1923 war Heinz Unger mit der Zahnärztin Helene „Hella“ Wolf (* 1900 Charlottenburg; † 1990) verheiratet. Das Paar hatte eine Tochter, Ines (* 1928 Berlin; † 2016 Nelson, British Columbia).

## Veröffentlichungen (Auswahl)
- Der Begriff der Bilanzverschleierung im Aktienrecht. Buchdruckerei E. Panzig, Greifswald 1917 (Dissertation).
- Hammer, sickle and baton; the soviet memoirs of a musician. Cresset, London 1939, OCLC 3292033.